# Pietro da Rimini

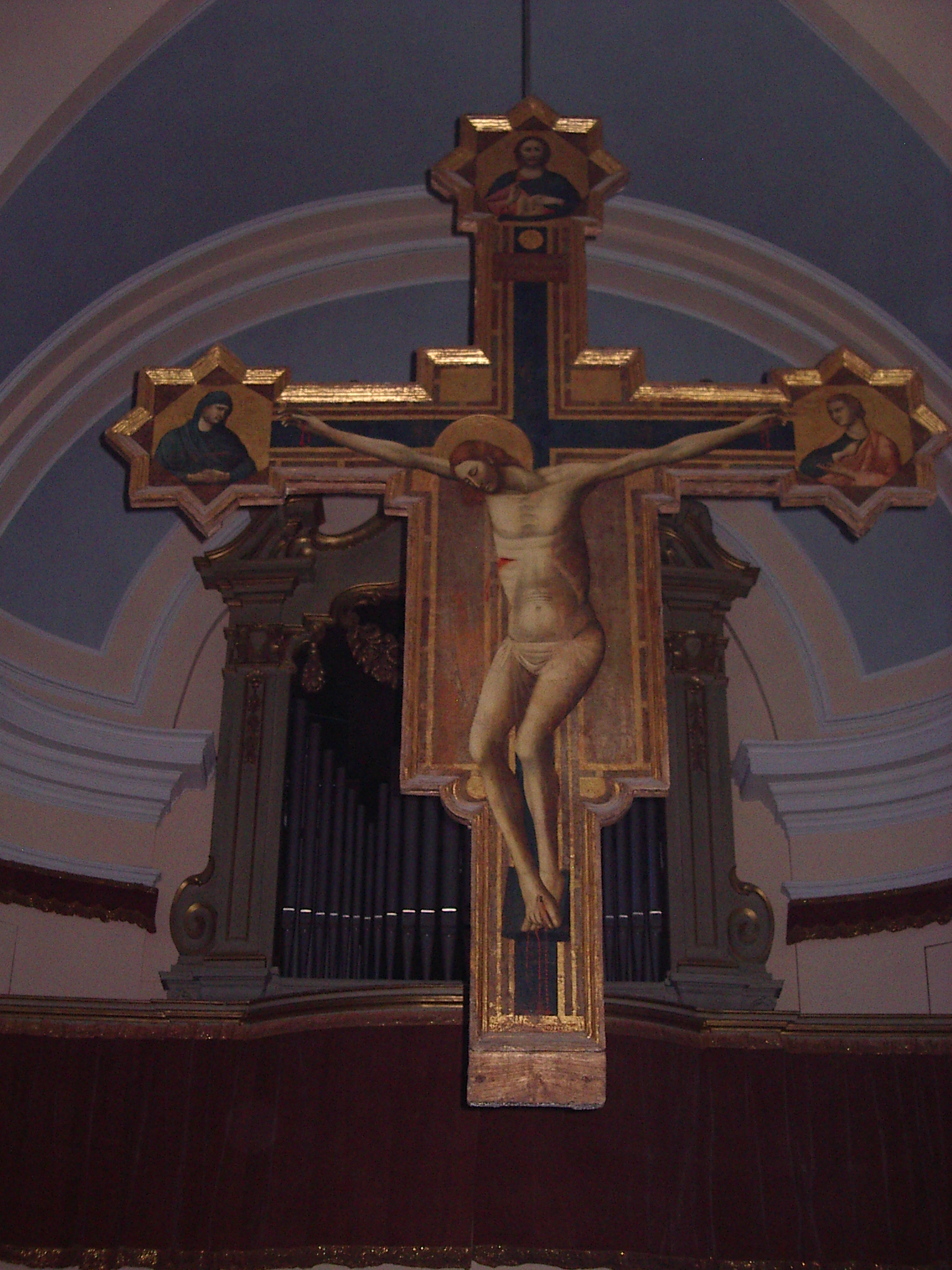
Crucifix d'Urbania

Pietro da Rimini, (Rimini, 1280-1350) est un peintre italien de l'école de Rimini qui a été actif dans la première moitié du XIVe siècle.

## Biographie
Pietro da Rimini, comme les autres artistes de l'école de Rimini, a été fortement influencé par le cycle de fresques (aujourd'hui perdues) que Giotto - en route vers Padoue, où il se rend pour peindre les fresques de la chapelle des Scrovegni - a peintes pour l'église San Francesco, lorsque celui-ci a séjourné à Rimini en 1303.

## Œuvres
- Crucifix, chiesa dei Morti, puis cathédrale, Urbania, Italie.
- Crucifix, Galleria Nazionale delle Marche, Urbino.
- Crucifix (attribution autrefois au Maestro del Refettorio di Pomposa)[2], Santarcangelo di Romagna
- Crucifixion, musée de Hambourg.
- Déposition de la croix, Musée du Louvre, Paris.
- Annonciation, Nativité, Adoration des mages, Crucifixion, Baptême du Christ, Jardin des Oliviers, Saints, les Évangélistes et les Docteurs (1330), fresques de la voûte de la chapelle S. Chiara (Ravenne), maintenant au musée de Ravenne.
- Saint François (1333) (fresque), à l'origine en l'église San Niccoló de Jesi, puis au couvent San Francesco de Montottone.
- Scènes de la vie du Christ (1330), Berlin  et musée Thyssen-Bornemisza, Madrid.
- Le Christ au Jardin des Oliviers, collection Henckell, Wiesbaden.
- La Dormition de la Vierge, vers 1315-1320, Tempera et feuille d'or sur bois, 21,5 × 17 cm et La Nativité, vers 1315-1320, Tempera et feuille d'or sur bois, 20,3 × 15,9 m, Musée Fabre, Montpellier[3]